# Sweet Apple
Sweet Apple is een Amerikaanse indierockband. De band werd opgericht in 2010 en bestaat uit leden van Cobra Verde (zanger-gitarist John Petkovic en gitarist Tim Parnin), Dinosaur Jr. (gitarist-drummer J Mascis) en Witch (J Mascis en bassist Dave Sweetapple). De band heeft drie albums en vijf singles uitgegeven.

## Discografie
- Love & desperation, 2010
- The golden age of glitter, 2014
- Sing the night in sorrow, 2017